# Kibbutz Contemporary Dance Company

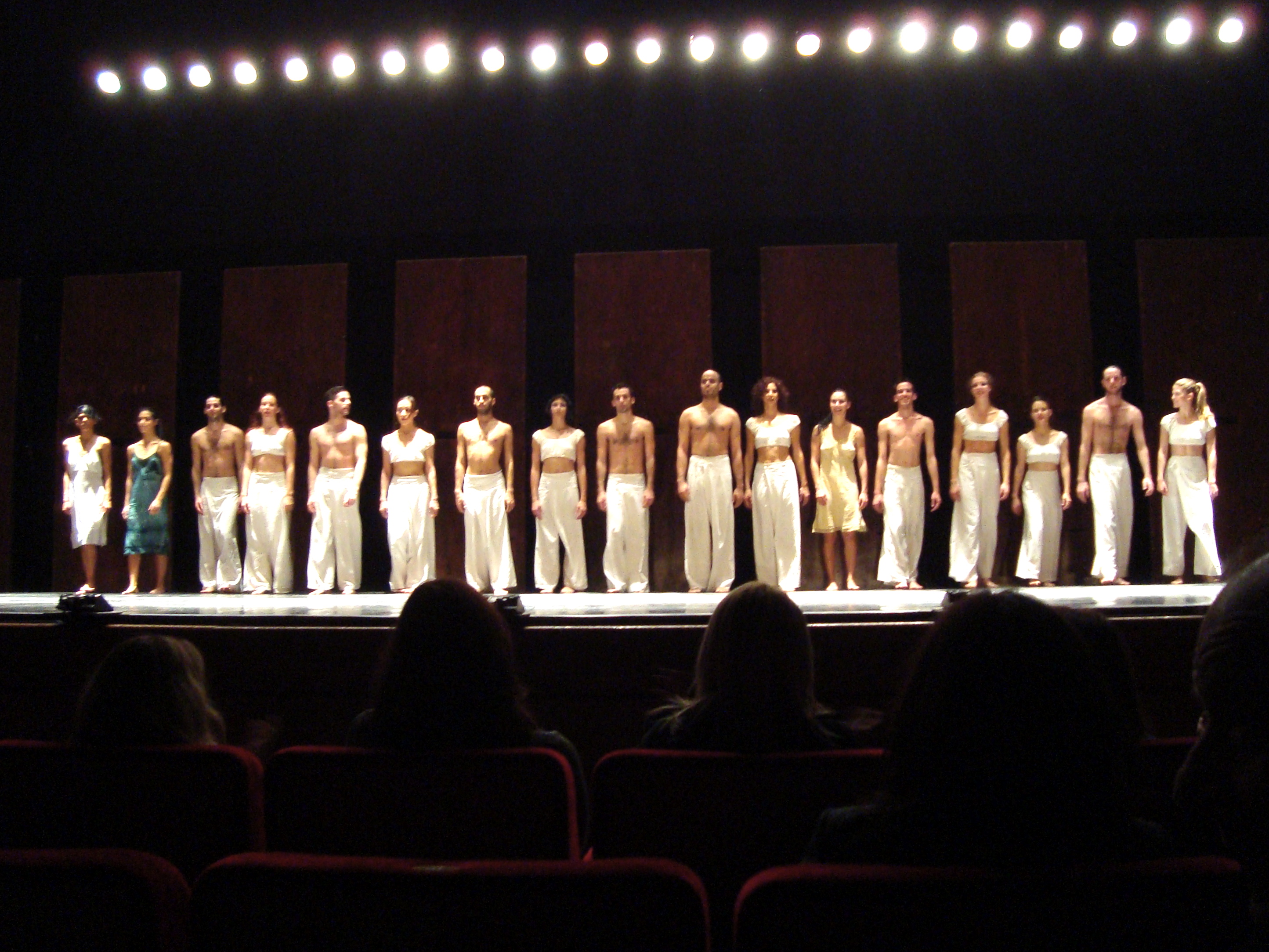
La Kibbutz Contemporary Dance Company à la fin du spectacle Aide-Mémoire en 2010

La Kibbutz Contemporary Dance Company est une compagnie de danse contemporaine israélienne fondée en 1970 et basée dans le Village international de la danse, dans le kibboutz Ga'aton, situé à l’extrême nord d’Israël, proche de la frontière avec le Liban.

## Historique
La compagnie est fondée en 1970 par Yehudit Arnon qui en assure la direction artistique jusqu'en 1996. À cette date c'est le chorégraphe Rami Be'er qui en prend jusqu'à ce jour la direction après avoir été membre de la troupe depuis 1980.

## Principales chorégraphies
- 2019 : Asylum
- 2014 : If At All
- 2001 : Butterflies
- 1999 : On the Edge
- 1999 : Screensaver
- 1995 : Makom-Shehu
- 1994 : Aide mémoire
- 1993 : Naked City